# Tối ưu hóa chuỗi cung ứng
Tối ưu hóa chuỗi cung ứng là việc áp dụng các quy trình và công cụ để đảm bảo hoạt động tối ưu của chuỗi cung ứng sản xuất và phân phối.  Điều này bao gồm việc sắp xếp hàng tồn kho tối ưu trong chuỗi cung ứng, giảm thiểu chi phí vận hành (bao gồm chi phí sản xuất, chi phí vận chuyển và chi phí phân phối).  Điều này thường liên quan đến việc áp dụng các kỹ thuật mô hình toán học bằng phần mềm máy tính.

## Các ứng dụng
Thông thường, các nhà quản lý chuỗi cung ứng đang cố gắng tối đa hóa hoạt động có lợi nhuận của chuỗi cung ứng sản xuất và phân phối.  Điều này có thể bao gồm các biện pháp như tối đa hóa lợi nhuận gộp cho hàng tồn kho được đầu tư (GMROII) (cân bằng chi phí tồn kho tại tất cả các điểm trong chuỗi cung ứng với khách hàng), giảm thiểu tổng chi phí vận hành (vận chuyển, tồn kho và sản xuất) hoặc tối đa hóa tổng lợi nhuận của sản phẩm phân phối thông qua chuỗi cung ứng.  Tối ưu hóa chuỗi cung ứng giải quyết vấn đề chung về chuỗi cung ứng trong việc cung cấp sản phẩm cho khách hàng với tổng chi phí thấp nhất và lợi nhuận cao nhất.  Điều này bao gồm kinh doanh các chi phí tồn kho, vận chuyển, phân phối và sản xuất.  Ngoài ra, tối ưu hóa chi phí lưu trữ và vận chuyển bằng kích thước sản phẩm / gói là một trong những triển khai ban đầu dễ dàng và hiệu quả nhất để tiết kiệm tiền trong phân phối sản phẩm.
Tối ưu hóa chuỗi cung ứng có ứng dụng trong tất cả các ngành sản xuất và/hoặc phân phối hàng hóa, bao gồm bán lẻ, sản phẩm công nghiệp và hàng hóa đóng gói tiêu dùng (CPG).

## Phương pháp và giải pháp
Cách tiếp cận chuỗi cung ứng cổ điển đã cố gắng dự báo nhu cầu hàng tồn kho trong tương lai chính xác nhất có thể, bằng cách áp dụng các xu hướng thống kê và "phù hợp nhất" dựa trên nhu cầu lịch sử và dự đoán các sự kiện trong tương lai.  Ưu điểm của phương pháp này là nó có thể được áp dụng cho dữ liệu được tổng hợp ở mức khá cao (ví dụ: danh mục hàng hóa, hàng tuần, theo nhóm khách hàng), yêu cầu kích thước cơ sở dữ liệu khiêm tốn và số lượng thao tác nhỏ.  Không thể dự đoán được nhu cầu sau đó được quản lý bằng cách đặt mức cổ phiếu an toàn, do đó, ví dụ nhà phân phối có thể giữ hai tuần cung cấp một bài viết với nhu cầu ổn định nhưng gấp đôi số tiền đó cho một bài viết trong đó nhu cầu thất thường hơn.  Các phương pháp thống kê được chấp nhận toàn cầu như Độ lệch chuẩn và Độ lệch tuyệt đối trung bình thường được sử dụng để tính toán mức tồn kho an toàn.
Sau đó, sử dụng nhu cầu dự báo này, một kế hoạch sản xuất và phân phối sản xuất chuỗi cung ứng được tạo ra để sản xuất và phân phối sản phẩm để đáp ứng nhu cầu dự báo này với chi phí thấp nhất (hoặc lợi nhuận cao nhất).  Kế hoạch này thường giải quyết các mối quan tâm kinh doanh sau: - Bao nhiêu sản phẩm nên được sản xuất mỗi ngày?  - Mỗi nhà máy sản xuất nên làm bao nhiêu sản phẩm?  - Nhà máy sản xuất nào nên dự trữ lại kho nào với sản phẩm nào?  - Những phương thức vận chuyển nào nên được sử dụng để bổ sung kho và giao hàng cho khách?
Khả năng kỹ thuật ghi lại và thao tác cơ sở dữ liệu lớn hơn nhanh hơn hiện đã cho phép một loại giải pháp tối ưu hóa chuỗi cung ứng mới xuất hiện, có khả năng dự báo ở mức độ chi tiết hơn nhiều (ví dụ: mỗi bài viết cho mỗi khách hàng mỗi ngày).  Một số nhà cung cấp đang áp dụng các mô hình "phù hợp nhất" cho dữ liệu này, theo đó các quy tắc chứng khoán an toàn được áp dụng, trong khi các nhà cung cấp khác đã bắt đầu áp dụng các kỹ thuật ngẫu nhiên cho vấn đề tối ưu hóa.  Họ tính toán mức tồn kho mong muốn nhất cho mỗi bài viết cho mỗi cửa hàng riêng lẻ cho khách hàng bán lẻ của họ, giao dịch giảm chi phí hàng tồn kho so với kỳ vọng bán.  Mức tồn kho được tối ưu hóa kết quả được gọi là cổ phiếu mô hình.  Đáp ứng mức cổ phiếu mô hình cũng là một lĩnh vực đòi hỏi tối ưu hóa.  Bởi vì sự chuyển động của sản phẩm để đáp ứng cổ phiếu mô hình, được gọi là chuyển nhượng cổ phiếu, cần phải ở trong các đơn vị vận chuyển kinh tế như tải trọng đơn vị hoàn chỉnh hoặc tải trọng đầy đủ, có một loạt các quyết định phải được đưa ra.  Nhiều hệ thống lập kế hoạch yêu cầu phân phối hiện có làm tròn số lượng lên đến đơn vị vận chuyển đầy đủ gần nhất.  Ví dụ, việc tạo ra các xe tải như các đơn vị vận chuyển kinh tế đòi hỏi các hệ thống tối ưu hóa để đảm bảo rằng các ràng buộc trục và các hạn chế về không gian được đáp ứng trong khi tải có thể đạt được theo cách không có thiệt hại.  Điều này thường đạt được bằng cách tiếp tục thêm các yêu cầu theo thời gian cho đến khi tải đáp ứng một số trọng lượng tối thiểu hoặc khối lập phương.  Các thuật toán tối ưu hóa tinh vi hơn có tính đến các ràng buộc về khả năng xếp chồng, quy tắc tải và dỡ, logic xếp chồng, hiệu quả kho và độ ổn định của tải với mục tiêu giảm chi phí vận chuyển (giảm thiểu 'không khí vận chuyển').
Các giải pháp tối ưu hóa thường là một phần hoặc liên kết với kế hoạch yêu cầu phân phối hệ thống bổ sung của công ty để các đơn hàng có thể được tạo tự động để duy trì hồ sơ chứng khoán mô hình.  Các thuật toán được sử dụng tương tự như các thuật toán được sử dụng trong việc đưa ra quyết định đầu tư tài chính; sự tương tự là khá chính xác, vì hàng tồn kho có thể được coi là một khoản đầu tư vào lợi nhuận tiềm năng của doanh số bán hàng.
Tối ưu hóa chuỗi cung ứng có thể bao gồm các sàng lọc ở các giai đoạn khác nhau của vòng đời sản phẩm, để các mặt hàng mới, liên tục và lỗi thời được tối ưu hóa theo các cách khác nhau: và điều chỉnh cho các loại sản phẩm khác nhau, ví dụ như hàng hóa theo mùa.  Nó cũng có thể gây ra rủi ro và những hạn chế bất ngờ thường ảnh hưởng đến hiệu quả của chuỗi cung ứng toàn cầu, bao gồm đột biến về chi phí nhiên liệu, thiếu hụt nguyên liệu, thiên tai như bão và bất ổn chính trị toàn cầu.
Trong khi hầu hết các nhà cung cấp phần mềm đang cung cấp tối ưu hóa chuỗi cung ứng như một giải pháp đóng gói và tích hợp trong phần mềm ERP, một số nhà cung cấp đang điều hành phần mềm thay mặt cho khách hàng của họ làm nhà cung cấp dịch vụ ứng dụng.

## Ưu điểm được yêu cầu
Thứ nhất, các kỹ thuật được áp dụng để tối ưu hóa chuỗi cung ứng được khẳng định là đáng tin cậy về mặt học thuật.  Hầu hết các công ty chuyên gia được tạo ra do kết quả của các dự án nghiên cứu là trong các tổ chức học thuật hoặc công ty tư vấn: và họ chỉ đến các bài báo nghiên cứu, sách trắng, cố vấn học tập và đánh giá ngành để hỗ trợ uy tín của họ.
Thứ hai, các kỹ thuật được tuyên bố là có hiệu quả thương mại.  Các công ty xuất bản các nghiên cứu trường hợp cho thấy khách hàng đã đạt được những lợi ích đáng kể và có thể đo lường được như thế nào về việc giảm hàng tồn kho và mức chi phí hậu cần thấp hơn, trong khi thường duy trì hoặc cải thiện dịch vụ khách hàng thông qua khả năng dự đoán tốt hơn và khả năng dự đoán được cải thiện.  Có dữ liệu được công bố hạn chế bên ngoài các nghiên cứu trường hợp này và một số học viên miễn cưỡng công bố chi tiết về những thành công của họ (có thể nhạy cảm về mặt thương mại), do đó khó có thể đưa ra bằng chứng.  Cuối cùng, không kém phần quan trọng, các cố vấn độc lập hoặc điểm chuẩn cho thấy độ dính và lợi ích đạt được trong các phân ngành cụ thể.
Tóm lại, các thói quen khác nhau trong tối ưu hóa chuỗi cung ứng, đã đạt đến trạng thái trưởng thành và cho phép các công ty đạt được lợi thế cạnh tranh bằng cách tăng hiệu quả và tiết kiệm có thể đo lường được.

## Giao hàng trực tiếp cho nhà máy
Còn được gọi là giao hàng trực tiếp, giao hàng trực tiếp cho nhà máy (DPS) là phương thức giao hàng trực tiếp từ nhà máy cho khách hàng.  Đồng thời các trung tâm khu vực, có vị trí chiến lược, cung cấp các chuyến hàng qua đêm cho số lượng khách hàng tối đa.  Chương trình giao hàng này làm giảm chi phí vận chuyển và lưu trữ.